# Parcé
Parcé é uma comuna francesa na região administrativa da Bretanha, no departamento Ille-et-Vilaine. Estende-se por uma área de 17,03 km². Em 2010 a comuna tinha 651 habitantes (densidade: 38,2 hab./km²).